# Sandor M Veres
Sándor M. Veres egy magyar származású mérnök és irányítástechnikai szakember, aki az Egyesült Királyságban dolgozik. 

## Pályafutása
Matematikusként kezdte pályafutását, majd az irányítástechnika területén vált elismert kutatóvá. Oktatott és kutatott több brit egyetemen, köztük a Birminghami, a Southamptoni és a Sheffieldi Egyetemen. 2002-től a Southamptoni Egyetemen nevezték ki professzornak az irányítástechnikai rendszerek területén, majd 2013 és 2022 között a Sheffieldi Egyetemen vezette az Autonóm Rendszerek Csoportját vezette.
Veres professzor munkássága az autonóm rendszerek, az intelligens irányítás és a robotika területén jelentős. Számos tudományos publikáció és könyv szerzője, amelyek az irányítástechnika és a mesterséges intelligencia alkalmazásait tárgyalják. Kutatásai hozzájárultak az autonóm rendszerek megbízhatóságának és hatékonyságának növeléséhez, különösen a robotika és az ipari automatizálás területén. 
293 publikációjának a listája megtalálható a Google Scholar-on.  
6 könyvnek a szerzöje és társszerzöje: 
1. From Cybernetics to Awareness of Robots: Evolution of an Invisible Science  February 2024.
2. Reliable Robot Localization: A Constraint-Programming Approach Over Dynamical Systems October 2019 (co-authored with Simon Rohou et al.).
3. Natural Language Programming of Agents and Robotic Devices  June 2008.
4. Active Sound and Vibration Control: Theory and applications March 2002 (Co-edited with Osman Tokhi).
5. Synergy and Duality of Identification and Control October 1999 (co-authored with Derek S Wall).
6. Structure Selection of Stochastic Dynamic Systems: The Information Criterion Approach January 1991.